# Ugo Pignotti
Ugo Pignotti (19 de novembro de 1908 – 7 de janeiro de 1989) foi um esgrimista italiano que participou dos Jogos Olímpicos de Verão de 1928 e de 1932, sob a bandeira da Itália.